# Nathaniel Rogers

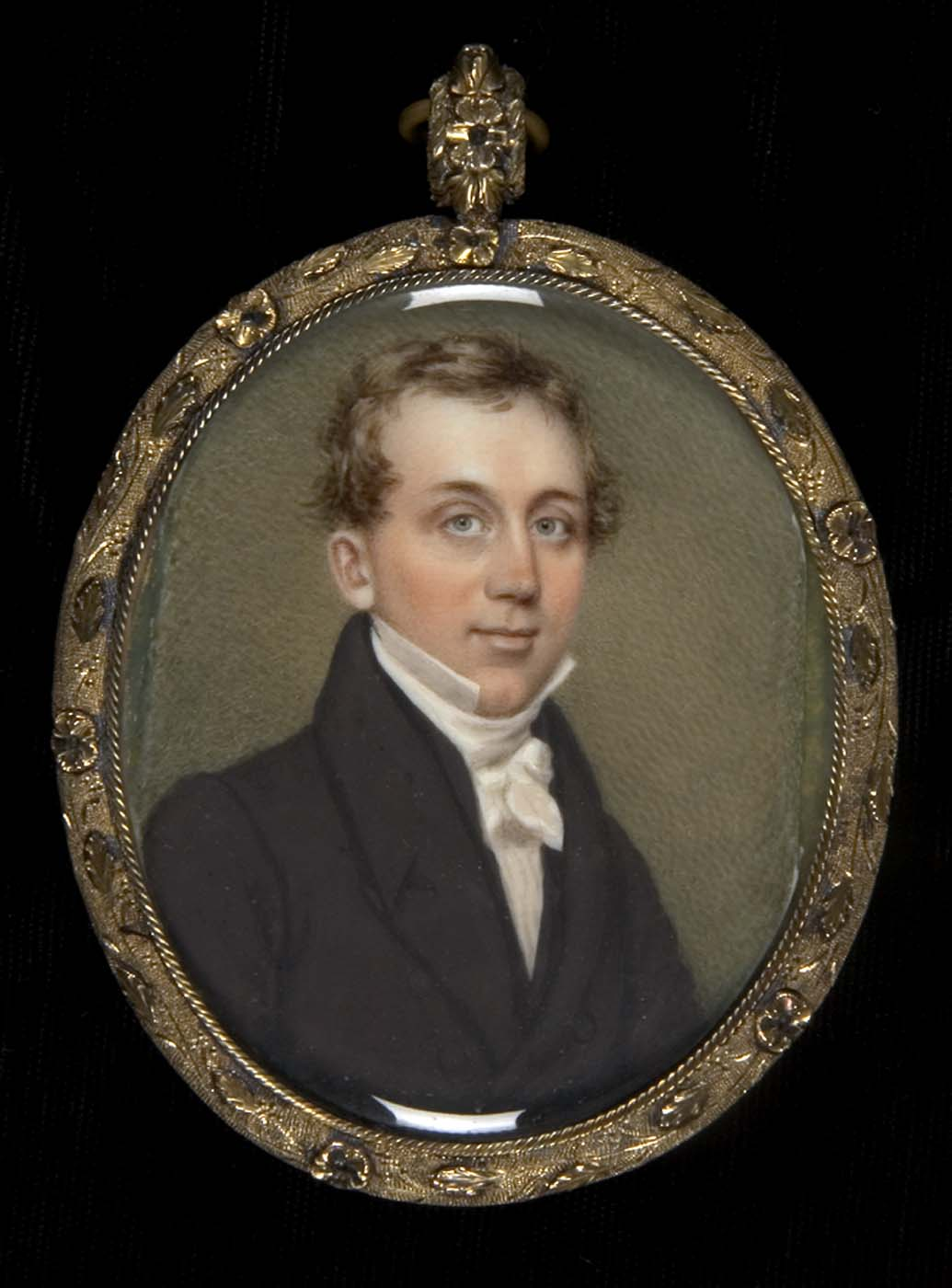
Nathaniel Rogers: Portrait of a Gentleman (1830). Smithsonian American Art Museum

Nathaniel Rogers (* 1. August 1787 in Bridgehampton, New York; † 6. Dezember 1844 ebenda) war ein US-amerikanischer Miniaturmaler und eine der führenden Persönlichkeiten dieser Kunstform im frühen 19. Jahrhundert in New York.

## Leben
Nathaniel Rogers wurde als ältester Sohn des Landwirts John T. Rogers und dessen Frau Sarah Brown, der Tochter eines presbyterianischen Geistlichen, geboren. In seiner Jugend arbeitete er als Lehrling in einer Schiffswerft, verlor jedoch aufgrund einer schweren Beinverletzung seine Arbeitsfähigkeit. Während seiner Genesung brachte er sich das Zeichnen und Malen bei und wandte sich der Miniaturmalerei zu. Er zog nach New York City, um bei Uriah Brown und P. Howell zu lernen. Zeitweise arbeitete er als Lehrer, bevor er mit Joseph Wood zusammenarbeitete und schließlich eigene Projekte übernahm. Mit Porträts namhafter Persönlichkeiten etablierte er sich in den 1820er- und 1830er-Jahren als erfolgreicher Miniaturmaler.
1817 nahm Nathaniel Rogers erstmals an einer Ausstellung der American Academy of the Fine Arts teil und zeigte dort bis 1824 jährlich seine Werke. 1825 wurde er in die Akademie aufgenommen. Im selben Jahr war er Gründungsmitglied der National Academy of Design, die er zusammen mit Samuel F. Morse, Asher B. Durand und weiteren Künstlern ins Leben rief. Dort stellte er bis circa 1830 aus. 1825 erkrankte er an Tuberkulose, zog sich jedoch nicht aus seiner künstlerischen Tätigkeit zurück. Er behielt ein Atelier in New York City, während er auf Long Island lebte. 1839 beendete er seine Laufbahn und kehrte nach Bridgehampton zurück. Dort lebte er auf dem Land und errichtete oder umbaute ein Haus, das heute als Nathaniel-Rogers-House bekannt ist. Nathaniel Rogers verstarb am 6. Dezember 1844 in Bridgehampton.

## Werk
Nathaniel Rogers gilt als der prominenteste Miniaturporträtmaler New Yorks im frühen 19. Jahrhundert. Er malte fast ausschließlich Aquarelle auf Elfenbein und nutzte eine zurückhaltende Farbpalette, die vornehmlich aus dunklen Grautönen sowie Grün- und Brauntönen bestand. Seine Porträts zeigen häufig Persönlichkeiten der Oberschicht seiner Zeit, darunter Philip Livingston, Cornelia Paterson Van Rensselaer und Robert Livingston. Sie zeichnen sich durch feinste Detailarbeit und ein realistisches, schlichtes Kolorit aus. Zwischen 1811 und 1840 zählte er zu den produktivsten Miniaturmalern in New York City. Seine Werke sind heute in bedeutenden Sammlungen vertreten, darunter im Metropolitan Museum of Art, im Museum of the City of New York, in der New York Historical Society, an der Yale University, im Worcester Art Museum und im Cleveland Museum of Art.

## Nathaniel Rogers House

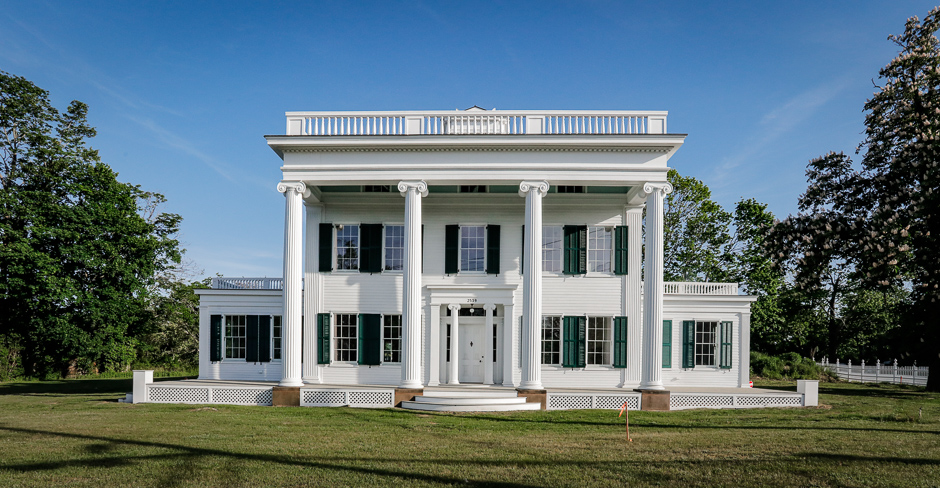
Bridgehampton Museum – Nathaniel Rogers House (1840)

Das Nathaniel Rogers House ist ein historisches Gebäude im Ort Bridgehampton im Suffolk County auf Long Island im Bundesstaat New York. Es gilt als eines der bedeutendsten erhaltenen Beispiele der Greek-Revival-Architektur auf Long Island und ist seit 1988 im National Register of Historic Places der Vereinigten Staaten eingetragen. Das Gebäude befindet sich an der Hauptstraße von Bridgehampton, einem zentralen Verkehrsweg der South Fork von Long Island. Das Haus ist ein markanter Bestandteil des historischen Straßenbildes und stellt eines der wenigen noch existierenden Beispiele eines sogenannten „full portico“ (Tempelvorbau mit vier ionischen Säulen) im Stil des Greek Revival auf Long Island dar.
Das um 1840 erbaute Nathaniel Rogers House umfasste drei Vollgeschosse, eine Kuppel im vierten Stock sowie eine ionische, zweistöckige Veranda mit vier Säulen und eleganten Dachbalustraden. Das Nathaniel Rogers House ist im National Register of Historic Places aufgeführt und als Wahrzeichen der Stadt Southampton ausgewiesen.

### Baugeschichte
Das Nathaniel Rogers House wurde in drei wesentlichen Bauphasen errichtet und erweitert:
1824: Der ursprüngliche Bau erfolgte durch Abraham T. Rose. Es handelte sich um eine Pfosten-Riegel-Konstruktion mit einem Grundriss von etwa 7,5 m × 12 m. Das Gebäude verfügte über je zwei Haupträume im Erd- und Obergeschoss, die durch einen zentralen Flur getrennt waren.
1840: Nathaniel Rogers erwarb das Haus und ließ es umfassend im Stil des Greek Revival umgestalten. Die Veränderungen umfassten insbesondere den Bau eines prägnanten Portikus mit vier ionischen Säulen, den Anbau von vier großzügigen Salons im Erdgeschoss, zwei Schlafzimmern im Obergeschoss sowie zusätzlichen Schlafräumen im neu ausgebauten dritten Stockwerk. Zudem wurde ein hoher, schlanker Dachaufsatz (Kuppel bzw. Laterne) errichtet.
1894: Die Familien Hedges und Hopping erwarben das Gebäude und betrieben dort das Hotel Hampton House. Zu diesem Zweck wurde auf der Ostseite des ursprünglichen Baus ein Sommer-Speisesaal mit Butler-Pantry sowie ein erweiterter Küchenflügel im Süden mit integrierter Betreiberwohnung ergänzt. Das Hotel wurde 1949 geschlossen; die Familie Hopping nutzte das Haus anschließend als Wohnsitz bis 2004.

### Restaurierung und Nutzung
Nach dem Erwerb durch die Town of Southampton erfolgte eine umfassende Restaurierung des Gebäudes, finanziert durch öffentliche Mittel des Staates New York, private Stiftungen (u. a. die Helen & Claus Hoie Charitable Foundation) und lokale Spenden. Das Bridgehampton Museum unterhält heute im Rahmen einer langfristigen Vereinbarung mit der Stadt die Verantwortung für das Haus. Das Nathaniel Rogers House dient als Zentrum für historische Forschung sowie für Bildungs- und Kulturveranstaltungen zur Geschichte und Tradition der Region Bridgehampton.